# 오봉초등학교 (전북)
오봉초등학교는 대한민국 전북특별자치도 군산시에 있는 공립 초등학교이다.

## 학교 연혁
- 1956년 4월 1일: 회현초등학교 오봉분교장 개교

## 참고 자료
- 오봉초등학교 - 한국교육학술정보원 학교알리미